# Brzuchacze
Brzuchacze – osada w Polsce położona w województwie małopolskim, w powiecie nowotarskim, w gminie Czarny Dunajec.
W latach 1975–1998 miejscowość administracyjnie należała do województwa nowosądeckiego.